# Andre Baumann

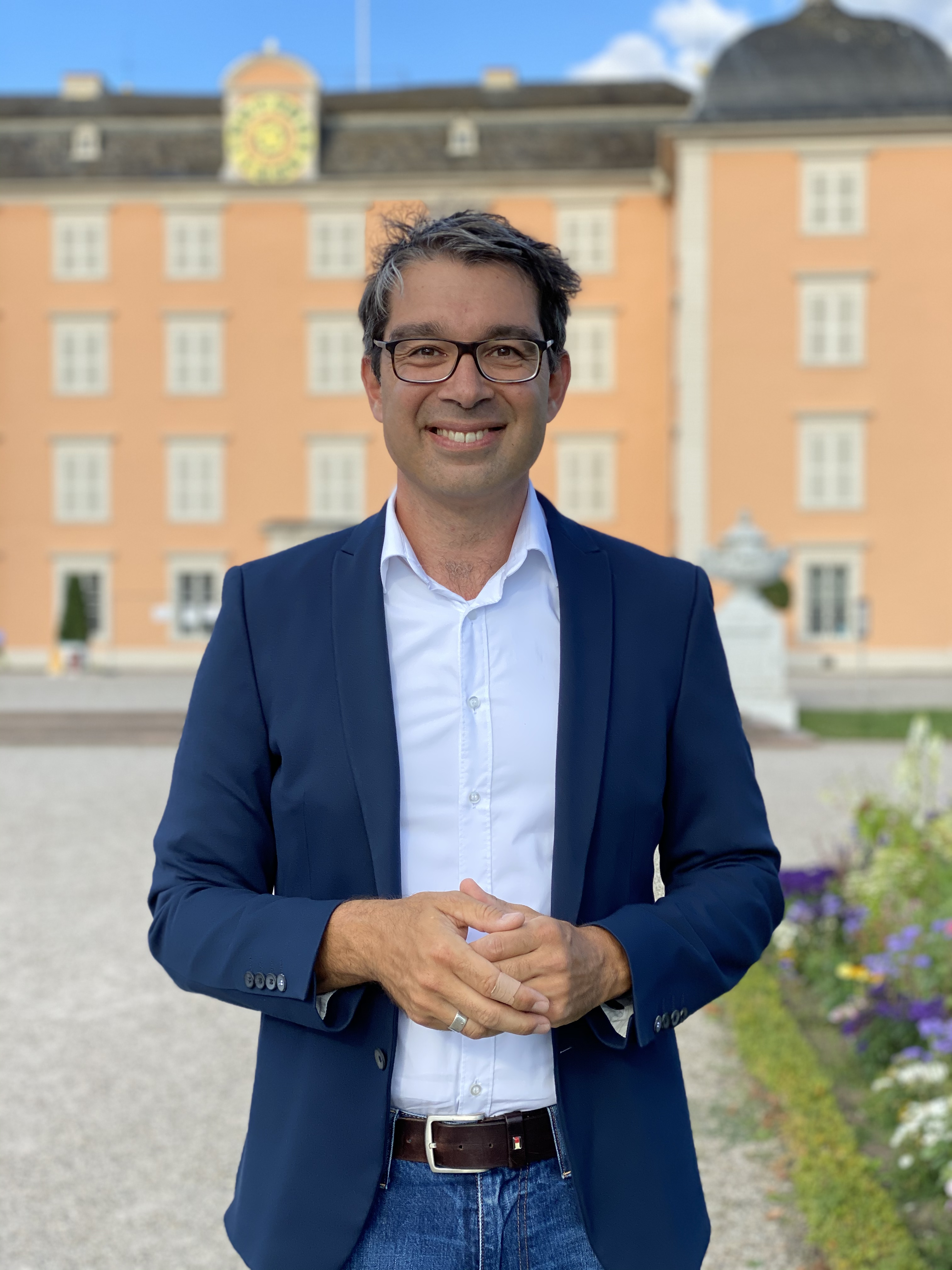
Andre Baumann im Schwetzinger Schlossgarten (2020)

Andre Baumann (geboren am 10. Juni 1973 in Heidelberg) ist ein deutscher Politiker (Bündnis 90/Die Grünen). Seit 2021 ist er Abgeordneter im Landtag von Baden-Württemberg. Zudem ist er seit Mai 2021 wieder Staatssekretär im baden-württembergischen Umweltministerium; ein Amt, das er bereits von Mai 2016 bis Februar 2020 innehatte. Von Februar 2020 bis Mai 2021 war er Bevollmächtigter des Landes Baden-Württemberg beim Bund.

## Ausbildung
Nach dem Abitur am Hebel-Gymnasium in Schwetzingen 1993 und der Ableistung des Zivildienstes in der NABU-Naturschutzstation Kranenburg studierte Baumann Biologie mit den Schwerpunkten Naturschutz, Ökologie und Botanik an der Philipps-Universität Marburg. Nach dem erfolgreichen Abschluss 2001 wurde er 2005 an der Universität Regensburg mit einer Doktorarbeit über die Vegetationsgeschichte der Kalkmagerrasen auf der Fränkischen Alb seit der Bronzezeit promoviert. Zentrales Ergebnis seiner Arbeit ist: Kalkmagerrasenlebensräume existieren seit der Bronzezeit ununterbrochen und gehören damit zu den ältesten existierenden Kulturlandschaften. Die seit Jahrhunderten und Jahrtausenden durchgehende Schäfereitradition hat somit wesentlich zum Artenreichtum dieser Lebensräume beigetragen. Kalkmagerrasen und Wacholderheiden gehören zu den artenreichsten Ökosystemen Mitteleuropas.

## Beruflicher Werdegang
Von 2006 bis 2007 war Baumann wissenschaftlicher Mitarbeiter, 2007 stellvertretender Leiter am Institut für Agrarökologie und Biodiversität in Mannheim (IFAB). Baumann arbeitete am IFAB Mannheim u. a. in anwendungsorientierten Forschungsprojekten zu agrarökologischen Fragestellungen. 2007 wurde er Lehrbeauftragter am Institut für Pflanzenwissenschaften der Universität Heidelberg, darüber hinaus hatte er einen Lehrauftrag an der Hochschule für Forstwirtschaft Rottenburg in Rottenburg.
Baumann war Gründungsvorsitzender sowohl der NABU-Gruppe Schwetzingen als auch des NABU-Kreisverbands Rhein-Neckar (heute NABU-Bezirksverband Rhein-Neckar-Odenwald). Von 1995 bis 2007 war er Vorsitzender der NABU-Gruppe Schwetzingen und von 1995 bis 2007 Vorsitzender oder Vorstandsmitglied des NABU-Bezirksverbands Rhein-Neckar-Odenwald. Ab 2007 war er Vorsitzender des NABU-Landesverbandes Baden-Württemberg, ab 2008 bis zu seiner Ernennung zum Staatssekretär übte er dieses Amt hauptberuflich aus. In den knapp neun Jahren als NABU-Landesvorsitzender konnte der NABU wichtige Erfolge feiern, wie die Einrichtung von Landschaftserhaltungsverbänden, die Erhöhung des Naturschutzetats (Verdopplung des Jahresetats), eine Stärkung des Waldnaturschutzes, die Ökologisierung der baden-württembergischen Agrarumweltprogramme sowie die Einrichtung des Nationalparks Schwarzwald und des Biosphärengebiets Schwarzwald. Die Zahl der NABU-Mitglieder in Baden-Württemberg konnte von 2008 bis 2016 um rund 20.000 auf über 88.000 Mitglieder gesteigert werden. Baumann war Mitglied des Beirates der baden-württembergischen Landesregierung für nachhaltige Entwicklung und Mitglied im Cluster Forst und Holz Baden-Württemberg.
Baumann ist seit 2001 Mitglied der Partei Bündnis 90/Die Grünen. Im Juli 2019 wurde er von seinem Kreisverband Kurpfalz-Hardt zu einem von zwei Kreisvorsitzenden gewählt. Er war von Mai 2016 bis Anfang Februar 2020 politischer Staatssekretär des Ministeriums für Umwelt, Klima und Energiewirtschaft. Von Februar 2020 bis Mai 2021 war er als Staatssekretär der baden-württembergischen Landesregierung Bevollmächtigter des Landes Baden-Württemberg beim Bund. Er folgte in dieser Position auf Volker Ratzmann.
Bei der Landtagswahl in Baden-Württemberg 2021 gewann Baumann mit 31,3 % der Stimmen das Direktmandat im Wahlkreis Schwetzingen. Seit Mai 2021 ist er wieder Staatssekretär im baden-württembergischen Umweltministerium.

## Privates
Baumann wurde in Heidelberg geboren und wuchs in Schwetzingen auf, wo er auch heute noch lebt.